# Уральський рекс
Уральський рекс (англ. Ural rex, URX)  — порода кішок, хоча в 40-і роки XX століття геологи й біологи, повертаючись з експедицій, у своїх звітах згадували, що в багатьох селах Уралу вони бачили незвичайних кішок з кучерявим волосяним покривом.

## Історія
Родоначальником породи стало одне кошеня з незвичайною кучерявою шерстю, що народилося у звичайної гладкошерстої кішки в 1995 році в місті Зарічний Єкатеринбурзької області. З нього й починається розведення уральських рексів. Ген рексової шерсті відрізняється від гена німецького й корніш рексів. У 1997 році з Єкатеринбургу в Москву й область були привезені дві кішки уральського рекса, і порода продовжила своє становлення. Сьогодні ці тварини рідкісні. Розводять два різновиди: короткошерстих й напівдовгошерстих.

## Характер
За поводженням і фізіологічними особливостями уральський рекс схожий на рексових кішок інших порід.

## Розмноження
Статева зрілість формується до трьох років.

## Зовнішній вигляд
Кішки уральського рекса — це тварини середнього розміру із хвилястою шерстю. Тіло міцне, з розвиненою мускулатурою. Грудна клітка округла, опукла. Кінцівки пропорційні, середньої довжини. Лапи округлі. Хвіст прямий, тонкий, рівномірно вкритий шерстю. Коти більші, ніж кішки.
Голова має форму рівностороннього трикутника із заокругленими лініями. Виражений перехід від чола до носа, без стопа. Вилиці низькі. Морда невелика, округла. Вібриси слабко звиті. Очі косо поставлені, овальні. Колір допускається будь-який. Шия мускуляста.
Шерсть щільна, тонка, коротка в короткошерстих і середньої довжини в напівдовгошерстих, з добре вираженим завитком.

### Забарвлення
Допускаються будь-які колірні варіації.

## Джерело
Заведия Т. Л. Сучасна енциклопедія любителя кішок: 1500 корисних порад фахівців. — Донецьк : БАО, 2004. — ISBN 966-548-910-0.